# Новообінцево
Новоо́бінцево (рос. Новообинцево) — село у складі Шелаболіхинського району Алтайського краю, Росія. Адміністративний центр Новообінцевської сільської ради.

## Населення
Населення — 928 осіб (2010; 1026 у 2002).
Національний склад (станом на 2002 рік):
- росіяни — 90 %